# Кох, Хериберт
Хериберт Кох (* 1961) — немецкий концертирующий пианист и педагог, доцент.

## Биография
После окончания гимназии Burgau-Gymnasium Düren, Хериберт Кох учился в городах Высшей школе музыки города Кёльн, Высшей школе музыки Карлсруэ, а также в городе Лондон. Он также получал частные уроки у профессора МГК имени Чайковского Татьяны Николаевой и польско-американского пианиста Мечислава Хоршовского. Огромный вклад в его профессиональное развитие внёс британский музыкальный педагог и композитор немецкого происхождения Петер Фейхтвангер, которому в свое время приходилось работать в качестве наставника с такими пианистами как Марта Аргерих, Шура Черкасский, Дэвид Хельфготт и многими другими.
Пианист всегда уделяет время не только знакомому репертуару, но и редко исполняемым произведениям. В 2010/2011 годах он исполнил произведения юбиляров — Шумана, Шопена и Листа — в Париже, Лондоне, Любляне, Нови-Саде, Кристиансунне, Праге, Санкт-Петербурге, Приштине и Австралии.
Кох является членом президиума Европейской ассоциации пианистов-педагогов (EPTA) в Германии, международного объединения пианистов-преподавателей, которым он уже руководил в 2012/2013 и 2019/2020 годах в качестве президента. Он также выступает в качестве судьи на музыкальных конкурсах по всему миру, а также является штатным профессором в Высшей школе музыки г. Мюнстер, с 2014 года регулярно проводит мастер-классы.

## Научные работы
- César Franck: Souvenirs d’Aix-la-Chapelle op. 7 pour Pianoforte, herausgegeben von Heribert Koch, Verlag Dohr
- César Franck: Trois Petits Riens op. 16 pour le Piano, herausgegeben von Heribert Koch, Verlag Dohr
- César Franck: Quatre Mélodies pour le piano, herausgegeben von Heribert Koch, Verlag Dohr